# کوه رامون
کوه رامون (به لاتین: Mount Ramon) یک کوه در اسرائیل است که در صحرای نگب واقع شده‌است. کوه رامون ۱٬۰۳۷ متر بالاتر از سطح دریا واقع شده‌است.
رامون بلندترین کوه در ناحیه جنوبی (اسرائیل) است.